# Diocesi di Senigallia

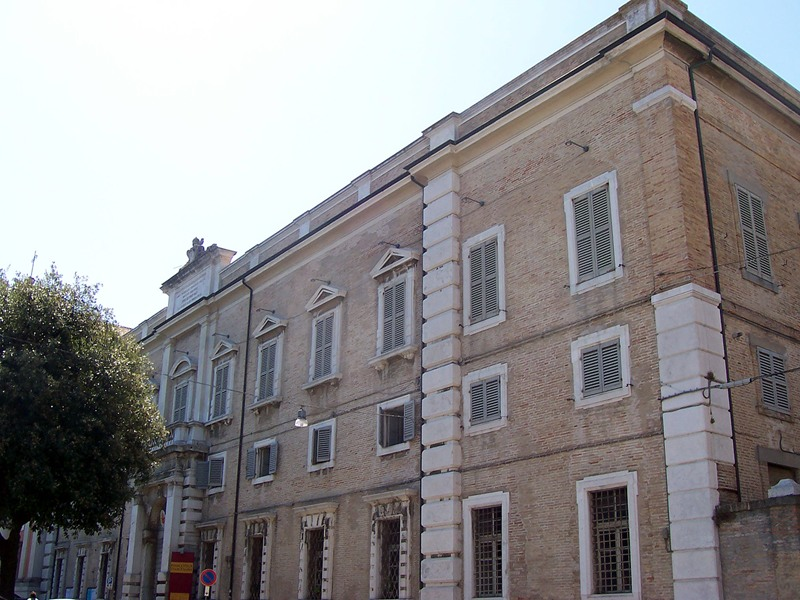
Il palazzo vescovile di Senigallia, dove hanno sede anche il museo diocesano e l'archivio storico vescovile.

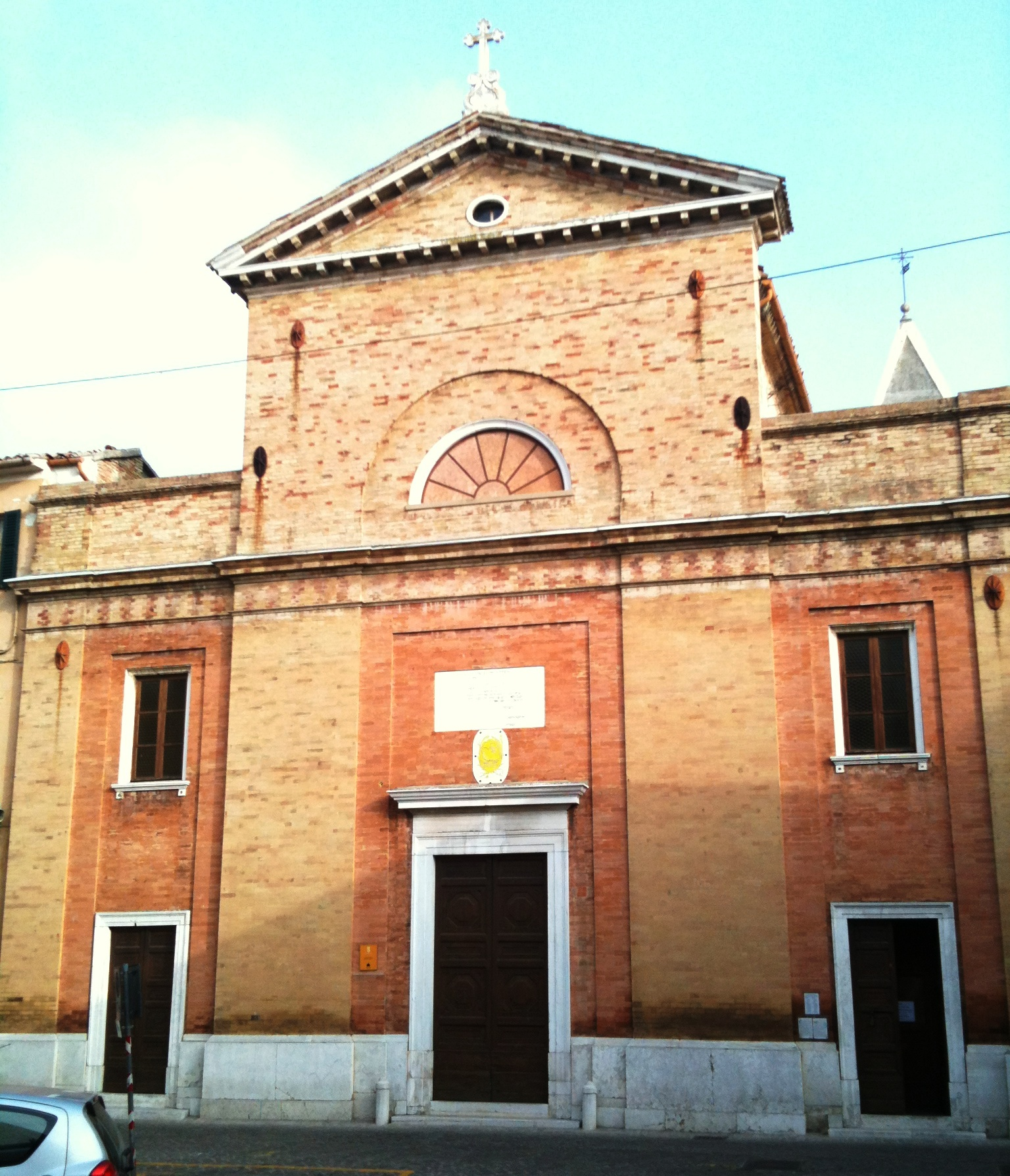
La basilica collegiata di Santa Croce di Ostra.

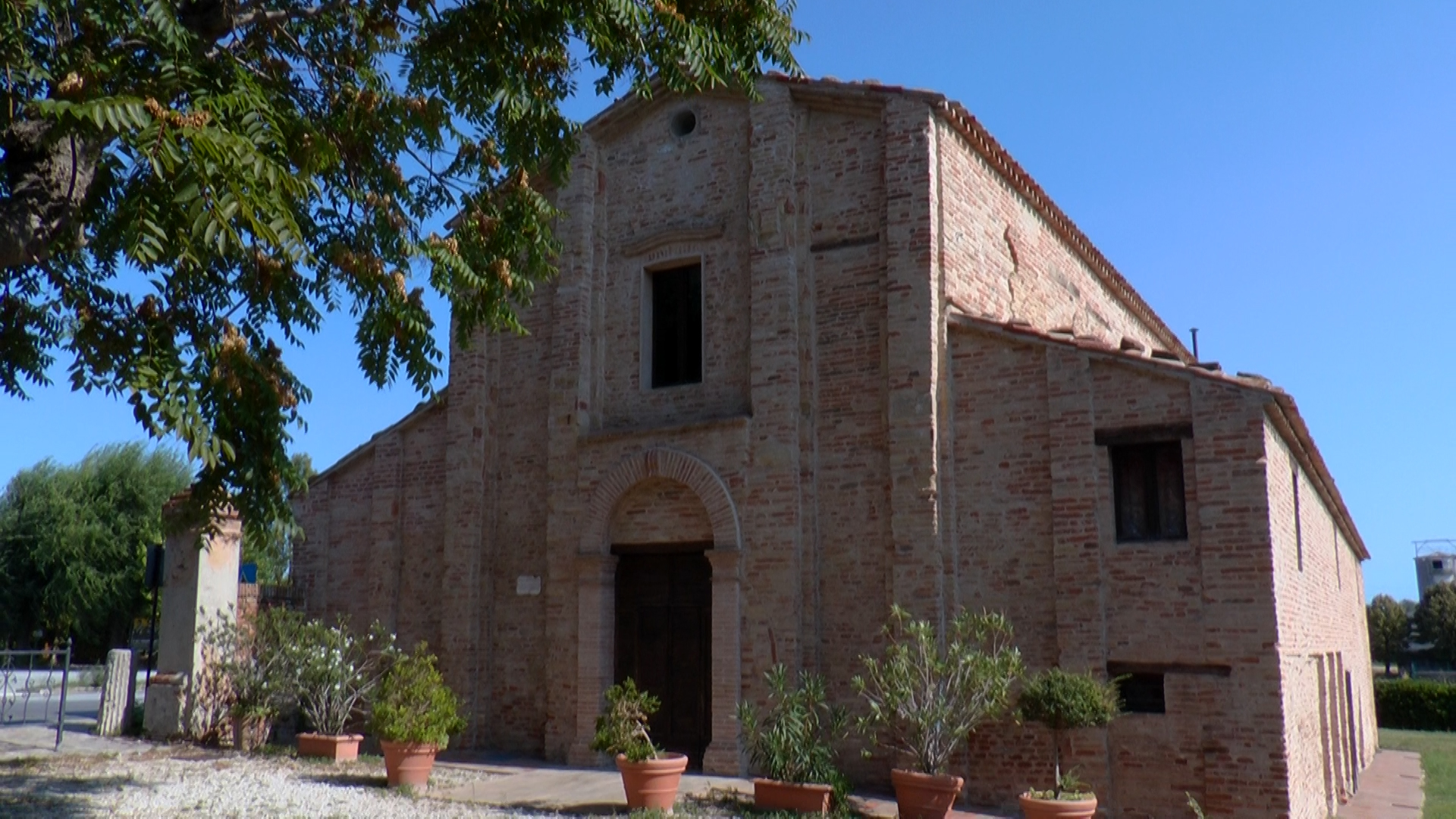
L'abbazia di San Gervasio (V-VI secolo) nel territorio di Mondolfo.

La diocesi di Senigallia (in latino Dioecesis Senogalliensis) è una sede della Chiesa cattolica in Italia suffraganea dell'arcidiocesi di Ancona-Osimo appartenente alla regione ecclesiastica Marche. Nel 2023 contava 119.300 battezzati su 128.300 abitanti. È retta dal vescovo Francesco Manenti.
Sono patroni della diocesi san Paolino di Nola (commemorato il 4 maggio) e la Madonna della Speranza (2 febbraio).

## Territorio
La diocesi si estende sul territorio di 16 comuni delle Marche:
- 14 comuni in provincia di Ancona: Barbara, Belvedere Ostrense, Castelleone di Suasa, Corinaldo, Montemarciano, Monte San Vito, Morro d'Alba, Ostra, Ostra Vetere, Senigallia, Serra de' Conti, Trecastelli[1] e la maggior parte dei comuni di Arcevia[2] e Chiaravalle[3];
- 2 comuni in provincia di Pesaro e Urbino: Mondolfo[4] e Monte Porzio.

Sede vescovile è la città di Senigallia, dove si trova la basilica cattedrale di San Pietro Apostolo. A Ostra sorge la basilica collegiata di Santa Croce.
Il territorio si estende su 580 km² ed è suddiviso in 57 parrocchie, raggruppate in 4 vicariati foranei: Senigallia, Ostra-Arcevia, Mondolfo-Corinaldo, Chiaravalle; e 14 unità pastorali.
Sono tre i santuari diocesani: il santuario della Madonna della Rosa a Ostra, il santuario di Santa Maria Goretti a Corinaldo e il santuario San Pasquale Baylón a Ostra Vetere.

## Istituti religiosi
Nel 2017 sono presenti in diocesi le seguenti comunità religiose:

### Istituti religiosi maschili
- Ordine dei Frati Minori (Ostra Vetere)
- Ordine dei Frati Minori Cappuccini (Corinaldo)
- Servi di Maria (Senigallia)

### Istituti religiosi femminili
- Monache benedettine (Senigallia)
- Famiglia Apostolica per la Chiesa (Corinaldo)
- Figlie della Carità di San Vincenzo de' Paoli (Ostra)
- Figlie di Maria Santissima dell'Orto (Arcevia)
- Maestre Pie Venerini (Marotta di Mondolfo)
- Suore della Carità di Santa Giovanna Antida Thouret (Montemarciano)
- Suore francescane dell'Immacolata (Ostra)
- Suore delle Poverelle dell'Istituto Palazzolo (Senigallia)
- Suore di Sant'Anna di Tiruchirappalli (Senigallia)
- Suore Francescane Missionarie del Sacro Cuore (Arcevia)

## Storia
La diocesi di Senigallia risale presumibilmente al V secolo ed inizialmente comprendeva il territorio della città romana di Sena Gallica e l'ager circostante. Il primo vescovo storicamente documentato è Venanzio, che partecipò al sinodo di Roma celebrato nel novembre 502 sotto papa Simmaco. Allo stesso sinodo era presente anche Martiniano, vescovo della confinante diocesi di Ostra, che si estendeva nella media valle del Misa. Questa diocesi fu successivamente inglobata in quella di Senigallia, probabilmente in corrispondenza dell'abbandono della città romana di Ostra, circa alla metà del VI secolo.
Secondo la tradizione, all'epoca del presunto vescovo Sigismondo (fine del VI secolo) arrivarono miracolosamente a Senigallia via mare le reliquie Gaudenzio, martire e vescovo di Rimini, per il quale la regina Teodolinda avrebbe costruito una basilica a lui dedicata.
Scarne sono le notizie sulla diocesi e i vescovi dal VI al X secolo. Sono noti i nomi di una quindicina di vescovi per questo periodo, molti dei quali presero parte ai concili celebrati a Roma dai pontefici, da Mauro, che figura tra i padri che attesero al concilio lateranense del 649, ad Attone I, documentato in diverse occasioni dal 968 al 996.
Sono note anche diverse abbazie benedettine, che dopo il Mille decaddero e scomparvero. Tra queste la più antica è l'abbazia di San Gaudenzio, che prese il nome del santo identificato con il vescovo di Rimini. L'unica superstite è l'abbazia di Santa Maria in Castagnola di Chiaravalle, presso la località romana di Sestia, che nel 1147 passò ai monaci cisterciensi e fu unita alla diocesi il 31 agosto 1771.
Nel 1057 papa Vittore II per sovvenire alla povertà del vescovo di Fossombrone, distaccò dalla diocesi di Senigallia la massa di Sorbetolo e l'attribuì alla mensa vescovile di Fossombrone con tutti i diritti: così Loretello, Nidastore, Montesecco, San Pietro e Palazzo divennero parte integrante della diocesi di Fossombrone.
Al vescovo Benno e ai suoi successori, papa Onorio III, con la bolla In eminenti del 29 maggio 1223, concesse e confermò tutti i privilegi e i possedimenti della mensa episcopale di Senigallia. Oltre a indicare le parrocchie e i confini della diocesi, la bolla riporta che all'epoca la cattedrale era dedicata a San Giovanni Battista. In seguito, dopo la distruzione della città ad opera dei Saraceni nel 1264, fu eretta la cattedrale in onore di San Paolino, consacrata dal vescovo Filippo il 4 maggio 1271.
Nel XIV secolo, il vescovo Giovanni d'Ancona, a causa della decadenza di Senigallia, chiese ed ottenne di trasferire la sede episcopale a Corinaldo.
Nel 1563 la diocesi, fino a quel momento immediatamente soggetta alla Santa Sede, entrò a far parte della provincia ecclesiastica dell'arcidiocesi di Urbino.
La diocesi fu tra le prime in Italia ad istituire il seminario vescovile, reso obbligatorio dal concilio di Trento nel 1563. Non si conosce la data esatta della sua istituzione, ma di certo la sua esistenza è documentata già nel 1578; alcuni sinodi diocesani, in particolare quelli del 1564, del 1565 e del 1573, affrontarono esplicitamente la questione della sua fondazione e del suo sostentamento. Inizialmente aveva sede nel palazzo vescovile di Senigallia. Verso la metà del XVII secolo alcuni edifici di proprietà della diocesi vennero adattati per ospitare il seminario, finché il nuovo seminario venne costruito e ultimato nel 1731. A seguito del sinodo del 1592 vengono pubblicati sei decreti, che danno norme di disciplina ecclesiastica, ma è più importante il sinodo del 1627 che applica alla diocesi le deliberazioni del Concilio di Trento. Dopo cent'anni, nel 1727 un nuovo sinodo pubblica quattro costituzioni: una teologica, una sacramentaria, una organizzativa e una amministrativa. Nel 1737 si tiene un nuovo sinodo: in quest'occasione il vescovo Rizzardo Isolani ripubblica i decreti del sinodo del 1627, conferma le deliberazioni di quello del 1727 e pubblica le Costituzioni, articolate in 51 capitoli che vertono sulla dottrina cristiana, sui Sacramenti, sui luoghi di culto e sui cimiteri, sulle suppellettili sacre e sulle istituzioni ecclesiastiche. Bernardino Honorati indisse un sinodo nel 1791, che sfociò in un Titulus prooemialis in tre articoli: sulla fede, sulla dottrina cristiana, sulla predicazioni e da altri due titoli, sui chierici e sulle cose sacre.
L'attuale cattedrale, la quinta della diocesi, fu voluta dal cardinale Bernardino Honorati; i lavori, iniziati nel 1762, furono ultimati nel 1790; la chiesa fu consacrata con il titolo di San Pietro apostolo il 4 luglio 1790. La facciata invece fu rifatta nel 1877 e finanziata da papa Pio IX, originario di Senigallia.
Tito Maria Cucchi celebra il sinodo diocesano nel 1904, pubblicando dopo i documenti introduttivi tre parti: sulla fede, sulle persone, sui sacramenti e altre azioni sacre.
Nel 1983 si celebra il sinodo presieduto dal vescovo Odo Fusi Pecci, per dare attuazione alle riforme del Concilio Vaticano II. Le costituzioni sinodali sono promulgate l'anno successivo; comprendono 10 capitoli: Il popolo di Dio; I ministeri ordinati; La vita di speciale consacrazione; La organizzazione pastorale; Pastorale dell’insegnamento della Parola di Dio; Pastorale liturgica; Pastorale della carità; Beni culturali e beni artistici; Beni temporali; Il procedimento giudiziale.
Nel 1984 sono state annesse alla diocesi di Senigallia le parrocchie di Caudino e di Costa, frazioni di Arcevia, staccate dalla diocesi di Nocera Umbra e Gualdo Tadino.
L'11 marzo 2000 la diocesi è stata staccata dalla provincia ecclesiastica dell'arcidiocesi di Urbino-Urbania-Sant'Angelo in Vado ed è stata resa suffraganea della sede metropolitana di Ancona-Osimo.

## Istituzioni culturali diocesane

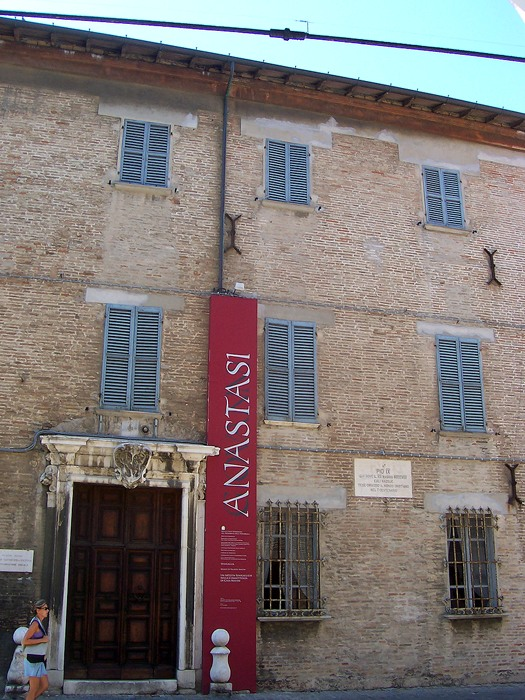
La casa natale di papa Pio IX a Senigallia, oggi sede del museo dedicato al pontefice e della «Biblioteca diocesana Mastai Ferretti».

Nel 1992, con decreto del vescovo Odo Fusi Pecci, è stata istituita la «Pinacoteca diocesana di arte sacra» ospitata nel piano nobiliare del palazzo vescovile di Senigallia. Ospita numerose opere d'arte del patrimonio artistico-religioso della diocesi, con dipinti dal XVI al XIX secolo, tra cui la Madonna del Rosario, grande dipinto (1596-1599) di Federico Barocci. Nel palazzo vescovile ha sede anche l'archivio storico diocesano.
La casa natale di Pio IX è sede del museo dedicato al pontefice del XIX secolo. Dal 1974 ospita inoltre la biblioteca diocesana, con un patrimonio librario superiore a 37.000 volumi. Tra questi tutte le opere, oltre mille volumi, pubblicate su Pio IX.

## Cronotassi dei vescovi
Si omettono i periodi di sede vacante non superiori ai 2 anni o non storicamente accertati.
- Venanzio † (menzionato nel 502)
- Bonifacio ? † (menzionato nel 567)[17]
- Sigismondo ? † (menzionato nel 590)[17]
- Mauro † (menzionato nel 649)
- Anastasio † (menzionato nel 761)
- Giorgio † (menzionato nel 769)
- And. (Andreano o Andrea) † (epoca incerta)[18]
- Paolino † (menzionato nell'826)
- Samuele † (menzionato nell'853)
- Articario † (menzionato nell'861)
- Pietro † (prima dell'869 - dopo l'877)[19]
- Severo † (menzionato nell'882 circa)
- Oirano † (menzionato nell'885)
- Benvenuto † (menzionato nell'887 circa)
- Giacomo I † (menzionato nell'897 circa)
- Baldovino † (menzionato nel 950 circa)
- Attone I † (prima del 968 - dopo il 996)[20]
- Adalberto † (prima del 1028 - dopo il 1036)[20]
- Roberto † (prima del 1050 circa[21] - dopo il 1053)[20]
- Teodosio † (menzionato nel 1059)[20]
- Winichildo (o Unichildo, Guinieldo e Guinihido) † (prima del 1065 - dopo dicembre 1069)[20]
- Guglielmo † (menzionato a maggio 1070)[20]
- Teberto † (menzionato nel 1103)[22]
- Attone II † (menzionato nel 1115/1116)[20]
- Trasmondo I † (prima del 1137 - dopo il 1154)[22]
- Giacomo II † (prima del 1178 - dopo il 1179)[22]
- Anonimo † (menzionato nel 1184)[23]
- Alemanno (Alimanno) † (prima del 1188 - dopo il 1193)
- Enrico † (prima del 1197 - dopo il 1203)
- Trasmondo II † (menzionato nel 1218)[24]
- Benno † (menzionato nel 1223)
- Giacomo III † (prima del 1232 - dopo il 1270)
- Filippo, O.E.S.A. † (menzionato nel 1271)
- J. † (? - circa 1279 deceduto)
- Federico † (20 giugno 1284 - 1288 deceduto)
- Sigismondo o Trasmondo † (21 aprile 1288 - 1291 deceduto)
- Teodino † (29 settembre 1291 - 1294 deceduto)
- Francesco, O.F.M. † (1294 - 28 marzo 1295 nominato vescovo di Spoleto)
- Francesco † (12 dicembre 1295 - 1297 ? deceduto)
- Uguccione, O.P. † (18 marzo 1297 - dopo il 1305)
- Giovanni † (12 marzo 1307 - 1308 deceduto)
- Grazia † (30 giugno 1308 - 1318 deceduto)
- Francesco Silvestri † (30 aprile 1318 - 25 maggio 1321 nominato vescovo di Rimini)
- Ugolino, O.P. † (25 maggio 1321 - 6 giugno 1323 nominato vescovo di Forlimpopoli)
- Federico † (6 giugno 1323 - 21 ottobre 1328 nominato vescovo di Rimini)
- Giovanni d'Ancona, O.F.M. † (7 novembre 1328 - 1349 deceduto)
- Ugolino Federicucci † (17 dicembre 1349 - 1º dicembre 1357 deceduto)
- Giovanni Pananeo o di Sabaudia, O.F.M. † (1º dicembre 1357 - 1368 deceduto)
- Cristoforo, O.E.S.A. † (31 agosto 1368 - 1369 deceduto)
- Ridolfo da Castello, O.E.S.A. † (19 agosto 1370 - 1375 deceduto)
- Pietro Amely, O.E.S.A. † (5 luglio 1375 - circa 1386 nominato arcivescovo di Taranto)
- Giovanni Firmoni † (16 gennaio 1388 - 29 ottobre 1394 nominato vescovo di Savona)
- Giovanni Faitani † (1394 - 1411 o 1412 deceduto)
  - Lorenzo de' Ricci † (19 dicembre 1412 - 10 gennaio 1419 nominato vescovo di Ischia) (antivescovo)
- Giovanni † (1411 o 1412 - ?)
- Angelo † (? deceduto)
- Simone de' Vigilanti, O.E.S.A. † (6 marzo 1419 - 1428 deceduto)[25]
- Francesco Mellini, O.E.S.A. † (26 maggio 1428 - 1431 deceduto)
- Bartolomeo Vignati † (4 maggio 1431 - 1438 o 1446 ? deceduto)
- Antonio Colombella, O.E.S.A. † (15 dicembre 1447 - 1466 deceduto)
- Cristoforo di Bianprate, O.S.M. † (16 marzo 1466 - 1474 deceduto)
- Marco Vigerio della Rovere, O.F.M.Conv. † (6 ottobre 1476 - 1513 dimesso)
- Marco Quinto Vigerio della Rovere † (9 maggio 1513 - 1560 deceduto)
- Urbano Vigerio della Rovere † (1560 succeduto - 1570 deceduto)
- Girolamo Rusticucci † (16 giugno 1570 - 29 novembre 1577 dimesso)
- Francesco Maria Enrici † (29 novembre 1577 - 1590 deceduto)
- Pietro Ridolfi, O.F.M.Conv. † (18 febbraio 1591 - 18 maggio 1601 deceduto)
- Antaldo degli Antaldi † (26 novembre 1601 - 9 gennaio 1625 deceduto)
- Antonio Barberini, O.F.M.Cap. † (27 gennaio 1625 - 1628 dimesso)
- Lorenzo Campeggi † (11 dicembre 1628 - 8 agosto 1639 deceduto)
- Cesare Facchinetti † (18 maggio 1643 - 2 agosto 1655 nominato arcivescovo, titolo personale, di Spoleto)
- Francesco Cherubini † (2 agosto 1655 - 24 aprile 1656 deceduto)
- Nicolò Guidi di Bagno † (28 maggio 1658 - 1º settembre 1659 dimesso)
- Claudio Marazzani † (1º settembre 1659 - 25 febbraio 1682 deceduto)
- Ranuccio Baschi † (8 giugno 1682 - 25 settembre 1684 deceduto)
- Muzio Dandini † (1º aprile 1686 - 7 agosto 1712 deceduto)
- Giandomenico Paracciani † (9 luglio 1714 - 18 novembre 1717 dimesso)
- Lodovico Pico della Mirandola † (22 novembre 1717 - 10 settembre 1724 dimesso)
- Bartolomeo Castelli † (11 settembre 1724 - 31 dicembre 1733 deceduto)
- Rizzardo Isolani † (5 maggio 1734 - 2 gennaio 1742 deceduto)
- Niccolò Mancinforte † (28 febbraio 1742 - 17 gennaio 1746 nominato vescovo di Ancona e Umana)
- Ippolito Rossi di San Secondo † (17 gennaio 1746 - 21 agosto 1775 o 31 agosto 1776 deceduto)
- Bernardino Honorati † (28 luglio 1777 - 12 agosto 1807 deceduto)
- Giulio Gabrielli † (11 gennaio 1808 - 5 febbraio 1816 dimesso)
- Annibale della Genga † (8 marzo 1816 - 10 settembre 1816 dimesso, poi eletto papa con il nome di Leone XII)
- Fabrizio Sceberras Testaferrata † (6 aprile 1818 - 3 agosto 1843 deceduto)
- Antonio Maria Cagiano de Azevedo † (22 gennaio 1844 - 18 luglio 1848 dimesso)
  - Sede vacante (1848-1851)[26]
- Domenico Lucciardi † (5 settembre 1851 - 13 marzo 1864 deceduto)
  - Sede vacante (1864-1867)
- Giuseppe Aggarbati, O.S.A. † (22 febbraio 1867 - 29 aprile 1879 dimesso[27])
- Francesco Latoni † (12 maggio 1879 - 7 luglio 1880 deceduto)
- Ignazio Bartoli † (20 agosto 1880 - 17 ottobre 1895 deceduto)
- Giulio Boschi † (29 novembre 1895 - 19 aprile 1900 nominato arcivescovo di Ferrara)
- Tito Maria Cucchi † (19 aprile 1900 - 8 settembre 1938 deceduto)
- Umberto Ravetta † (14 novembre 1938 - 20 gennaio 1965 deceduto)
  - Sede vacante (1965-1971)[28]
- Odo Fusi Pecci † (15 luglio 1971 - 21 gennaio 1997 ritirato)
- Giuseppe Orlandoni (21 gennaio 1997 - 17 ottobre 2015 ritirato)
- Francesco Manenti, dal 17 ottobre 2015

## Statistiche
La diocesi nel 2023 su una popolazione di 128.300 persone contava 119.300 battezzati, corrispondenti al 93,0% del totale.
| anno | popolazione | popolazione | popolazione | presbiteri | presbiteri | presbiteri | presbiteri                | diaconi | religiosi | religiosi | parrocchie |
| anno | battezzati  | totale      | %           | numero     | secolari   | regolari   | battezzati per presbitero | diaconi | uomini    | donne     | parrocchie |
| ---- | ----------- | ----------- | ----------- | ---------- | ---------- | ---------- | ------------------------- | ------- | --------- | --------- | ---------- |
| 1950 | 109.919     | 110.000     | 99,9        | 162        | 111        | 51         | 678                       |         | 63        | 283       | 49         |
| 1970 | 109.960     | 110.000     | 100,0       | 151        | 111        | 40         | 728                       |         | 42        | 281       | 57         |
| 1978 | 117.000     | 117.600     | 99,5        | 134        | 99         | 35         | 873                       |         | 47        | 265       | 60         |
| 1990 | 117.450     | 118.250     | 99,3        | 130        | 89         | 41         | 903                       |         | 44        | 213       | 56         |
| 1999 | 117.100     | 118.200     | 99,1        | 116        | 86         | 30         | 1.009                     | 1       | 31        | 143       | 57         |
| 2000 | 117.100     | 118.200     | 99,1        | 112        | 86         | 26         | 1.045                     | 1       | 27        | 141       | 57         |
| 2001 | 119.550     | 120.788     | 99,0        | 106        | 83         | 23         | 1.127                     | 1       | 23        | 137       | 57         |
| 2002 | 117.145     | 120.148     | 97,5        | 104        | 83         | 21         | 1.126                     | 1       | 21        | 130       | 57         |
| 2003 | 117.145     | 120.148     | 97,5        | 100        | 81         | 19         | 1.171                     | 1       | 19        | 128       | 57         |
| 2004 | 118.200     | 122.829     | 96,2        | 98         | 79         | 19         | 1.206                     | 1       | 19        | 138       | 57         |
| 2010 | 122.151     | 128.580     | 95,0        | 94         | 77         | 17         | 1.299                     | 5       | 17        | 105       | 57         |
| 2014 | 120.205     | 130.714     | 92,0        | 85         | 72         | 13         | 1.414                     | 15      | 13        | 80        | 57         |
| 2017 | 119.780     | 128.795     | 93,0        | 75         | 65         | 10         | 1.597                     | 15      | 10        | 58        | 57         |
| 2020 | 121.345     | 130.500     | 93,0        | 81         | 71         | 10         | 1.498                     | 15      | 10        | 59        | 57         |
| 2022 | 119.800     | 128.800     | 93,0        | 79         | 69         | 10         | 1.516                     | 15      | 10        | 59        | 57         |
| 2023 | 119.300     | 128.300     | 93,0        | 78         | 68         | 10         | 1.529                     | 15      | 10        | 59        | 57         |